# Озерецковский, Яков Николаевич
Яков Николаевич Озерецковский (10 июня 1804, Санкт-Петербург — 14 октября 1864, Евпатория) — российский чиновник, военный, дипломат, промышленник, путешественник и писатель-документалист, деятель Новороссийского края, сын естествоиспытателя и академика Николая Озерецковского. Имел чин действительного статского советника.
Получил хорошее домашнее воспитание под руководством своего отца. Рано поступил на службу в Московский лейб-гвардии полк и уже в 1824 году был произведён в поручики. С 1826 по 1828 год в составе Сводного Гвардейского полка принимал участие в боевых действиях на Кавказе и Персии. Под командованием Ермолова сражался под Тифлисом (ныне Тбилиси), Эчмиадзином, участвовал в боях при Адживан-Булаге и Эривани (ныне Ереван), в блокаде и взятии гласиса крепости и пленении Гасан-хана (Həsən xan Qovanlı-Qacar); за последнюю кампанию был награждён золотым оружием с надписью «за храбрость». В конце 1828 года вернулся в Санкт-Петербург. Вскоре по возвращении по состоянию здоровья оставил военную службу, уволился для определения «к статским делам» и поступил в число чиновников Инспекторского Департамента Главного Штаба, однако вскоре был переведен в Корпус жандармов с присвоением звания подполковника, быстро став доверенным лицом шефа жандармов графа Бенкендорфа, который часто давал ему различные важные поручения: так, в 1835 году он был командирован для ревизии Соловецких тюрем; в следующем году был отправлен с «особыми поручениями» в Вену, оттуда в Черногорию, а затем, по возвращении в Петербург (в марте 1838 года), — вновь в Вену. В ноябре 1839 года вернулся в Петербург и вскоре отправился для лечения за границу.
В 1830-х годах начал заниматься литературой. Написал несколько произведений, основой для которых стали в первую очередь впечатления, полученные им во время совершённых путешествий. Так, в 1836 году в Санкт-Петербурге он напечатал отдельной брошюрой «Плаванье по Белому морю и в Соловецкий монастырь», в том же году, во время пребывания в Финляндии, написал повесть «Беате»; рассказ «Лотерейный билет» представляет собой эпизод из его жизни в Вене; известна также его «Повесть и быль» (Санкт-Петербург, 1840). В 1841 году, вернувшись из заграничного путешествия, был назначен управляющим Крымским соляным правлением, занимая эту должность более 20 лет и проживая в основном в Перекопе, занимаясь одновременно благоустройством этого города (литературная его деятельность к тому времени фактически прекратилась). Открыв источники с целебной минеральной водой, он устроил там души и ванны; заботился о правильном и широком древонасаждении, наблюдал за постройкой зданий для присутственных мест, церквей и других общественных зданий. По его проекту был построен Чонгарский мост через Сиваш близ соляных озер. Этот мост, облегчив сообщение, помог русским во время Крымской войны помешать неприятелю завладеть Сивашем.
В 1856 году составил проект передачи всех соляных промыслов в руки частных предпринимателей, с целью путём конкуренции удешевить стоимость соли. Вскоре его проект был осуществлён и дал хорошие результаты. В 1852 году был вызван в Санкт-Петербург для участия в работе комиссии об устройстве всех соляных промыслов на новых основаниях, однако, не дождавшись конца заседаний, по состоянию здоровья выехал в Перекоп. Вскоре вышел в отставку. Умер 14 октября 1864 года, был похоронен за счёт администрации Перекопа.
После Озерецковского остались обширные записки, составляющие несколько томов. По некоторым данным, написал много стихов, но в печати, кроме упомянутых его повестей, известно лишь несколько беллетристических произведений, которые он печатал в «Сыне отечества» в 1838 году.